# Chevalier (Familienname)
Chevalier (französisch ‚Ritter‘) ist ein französischer Familienname.

## Namensträger
- Albert Chevalier (1861–1923), britischer Komiker und Schauspieler
- Anaïs Chevalier-Bouchet (* 1993), französische Biathletin
- Auguste Jean Baptiste Chevalier (1873–1956), französischer Botaniker
- Bernard Chevalier (* 1959), französischer Ruderer
- Charles Chevalier (1804–1859), französischer Optik-Ingenieur und Unternehmer
- Chloé Chevalier (* 1995), französische Biathletin
- Étienne Chevalier (um 1410–1474), französischer Adliger
- Ferdinand Chevalier (1835–nach 1890), belgischer Maler
- Friedrich Klein-Chevalier (1861–1938), deutscher Maler
- Gilberte Chevalier (* vor 1950), Schweizer Basketballspielerin
- Guy Chevalier (* 1938), französischer Priester, Bischof von Taiohae o Tefenuaenata
- Haakon Chevalier (1901–1985), US-amerikanischer Romanist und Übersetzer
- Jay Chevalier (1936–2019), US-amerikanischer Musiker
- Jean-Claude Chevalier (1925–2018), französischer Linguist, Romanist, Grammatiker und Sprachwissenschaftshistoriker
- Jeanne Chevalier (Eiskunstläuferin) (1892–1984), kanadische Eiskunstläuferin
- Jeanne Chevalier (Fotografin) (* 1944), Schweizer Fotografin
- Josiane Chevalier (* 1957), französische Präfektin
- Jules Chevalier (1824–1907), französischer Priester und Autor
- Léon Chevalier (* 1996), französischer Triathlet
- Li Chevalier (* 1961), französische Künstlerin und Malerin
- Lorenz Chevalier (1810–1889), deutscher Politiker (NLP)
- Louis Chevalier (Historiker) (1911–2001), französischer Historiker
- Louis Chevalier (Leichtathlet) (1921–2006), französischer Geher
- Lucas Chevalier (* 2001), französischer Fußballtorwart
- Lucas Chevalier-Girod (* 1976), französischer Skispringer
- Marcel Chevalier (1921–2008), französischer Scharfrichter
- Maurice Chevalier (1888–1972), französischer Schauspieler und Sänger
- Michael Chevalier (1933–2011), deutscher Schauspieler und Synchronsprecher
- Michel Chevalier (1806–1879), französischer Ökonom
- Miguel Chevalier (* 1959), französisch-mexikanischer Künstler
- Paul Chevalier (1896–1976), französischer Geistlicher, Bischof von Le Mans
- Peter Chevalier (* 1953), deutscher Maler
- Pierre Chevalier (Höhlenforscher) (1905–2001), französischer Höhlenforscher und Bergsteiger
- Pierre Chevalier (Regisseur) (1915–2005), französischer Filmregisseur
- Pierre Chevalier (Produzent) (1945–2019), französischer Filmproduzent
- Pierre Chevalier (Politiker) (* 1952), belgischer Politiker
- Roberto Chevalier (* 1952), italienischer Synchronsprecher und Schauspieler
- Roger A. Chevalier (* 1949), US-amerikanischer Astronom
- Sabine Stuart de Chevalier, französische Alchemistin
- Teddy Chevalier (* 1987), französischer Fußballspieler
- Tracy Chevalier (* 1962), US-amerikanische Schriftstellerin
- Ulysse Chevalier (1841–1923), französischer Historiker und Geistlicher
- Vincent Jaques Louis Chevalier (1770–1841), französischer Optik-Ingenieur